# محمد جاويش (عزبة)
عزبة محمد جاويش، عزبة تابعة لقرية أبو مندور، التابعة لمركز دسوق، التابع لمحافظة كفر الشيخ في جمهورية مصر العربية.